# Prêmio W. Alden Spencer
O Prêmio W. Alden Spencer (em inglês:  W. Alden Spencer Award) é concedido a um investigador em reconhecimento a contribuições de destaque em pesquisa pelo Colégio de Médicos e Cirurgiões da Universidade Columbia, Departamento de Neurociências e Instituto Kavli de Ciências Cerebrais da Universidade Columbia. É denominado em memória de W. Alden Spencer, um Professor de Fisiologia e Neurologia da Universidade Columbia. O ganhador do prêmio apresenta uma palestra. Em 2018, o prêmio passou a ter um cronograma bienal, alternando com a Eric R. Kandel Lecture, fornecendo uma plataforma para homenagear talentos em desenvolvimento na área.

## Recipientes
- 1978 Emilio Bizzi
- 1979 Charles F. Stevens
- 1980 John Heuser, Thomas Reese
- 1981 Gerald Fischbach
- 1982 Patricia Goldman-Rakic
- 1983 Erwin Neher, Bert Sakmann
- 1984 Paul H. Patterson
- 1985 A.J. Hudspeth
- 1986 Robert Horvitz, John Sulston
- 1987 Robert Wurtz
- 1988 Lily Yeh Jan, Yuh Nung Jan
- 1989 Holger Wigstrom, Bengt Gustafsson, Roger Nicoll
- 1990 Michael P. Stryker
- 1991 Roger Tsien
- 1992 Corey S. Goodman
- 1993 Richard Scheller, Thomas Südhof
- 1994 Richard A. Andersen, William Newsome
- 1995 Richard Warren Aldrich, Christopher Miller
- 1996 Carla Shatz
- 1997 Cornelia Bargmann
- 1998 Roderick MacKinnon
- 1999 David Anderson
- 2000 Joshua Sanes
- 2001 Joseph Takahashi
- 2002 Eric Knudsen, Charles Gilbert
- 2003 Huda Zoghbi
- 2004 Thomas Roland Insel, Emmanuel Mignot
- 2005 Edvard Moser, May-Britt Moser
- 2006 Winfried Denk, David W. Tank
- 2007 David Julius, Charles G. Zuker
- 2008 Nikos Logothetis
- 2009 Michael N. Shadlen
- 2010 S. Lawrence Zipursky, Marc Tessier-Lavigne
- 2011 Karl Deisseroth
- 2012 Allison Jane Doupe, Michael S. Brainard
- 2013 Eric Gouaux
- 2015 Atsushi Miyawaki, Loren L. Looger
- 2016 Winrich Freiwald, Doris Y. Tsao[3]
- 2017 Ardem Patapoutian, David Ginty[4]
- 2018 Silvia Alber e Botond Roska
- 2022 Leslie Vosshal